# Eastar Jet

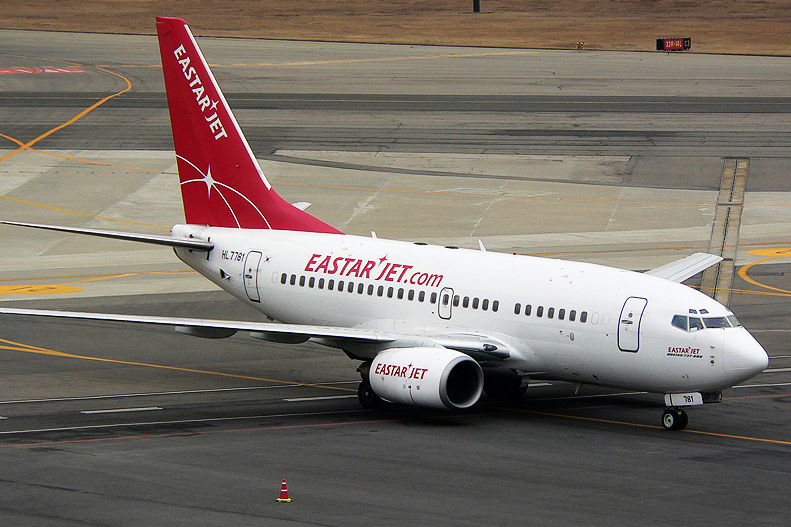
Boeing 737—600, принадлежащий компании Eastar Jet в 2009 году.

Eastar Jet — южнокорейская бюджетная авиакомпания со штаб-квартирой в районе Кансогу Сеула. Первый рейс компания совершила 7 января 2009 года из Кимпхо, Сеул в Чеджу.

## История
Eastar Jet была создана 26 октября 2007 года и приобрела сертификат воздушного оператора в следующем году 6 августа. 7 января 2009 года Eastar Jet запустил свой первый коммерческий рейс из Сеула в Чеджу на Boeing 737. Следующим рейсом был Чхонджу — Чеджу — 12 июня 2009 года. 24 декабря 2009 года, Eastar Jet запустил свой первый международный рейс из Инчхона в Кучинг, Малайзия. В течение двух лет с запуска рейсов авиакомпания достигла отметки в 1 миллион пассажиров 6 января 2010 года. 
Авиакомпания присоединилась к U-Fly Alliance 27 июля 2016 года; это пятый член альянса. 
2 марта 2020 года, Jeju Air приобрел 51,17% акций Eastar Jeet стоимостью 54,5 млрд. вон и получила одобрение от Комиссии по справедливой торговле Республики Корея. Однако 23 июля 2020 года Jeju Air объявила, что отказывается от приобретения Eastar Jeet из-за экономической неопределенности, вызванной пандемией COVID-19. 
В августе 2020 года Eastar Jet была выдвинута для повторных слияний и поглощений. Eastar Jet также начала реструктуризацию; план включал в себя сокращение флота из 16 самолетов до 4 и уменьшение рабочей силы от 1200 до 400, однако, Jeju Air должна была нанять всех уволенных. 
17 июня 2021 года было объявлено, что Eastar Jet будет приобретен за более чем 97 млн. долл. США застроющиком и предпочтительным покупателем Sung Jung, на аукционе для авиакомпаний. 

## Флот
Воздушный флот Eastar Jet включает в себя 8 судов:
- 5 Boeing 737—700
- 3 Boeing 737—800

Компания придерживается политики использования однотипных судов для большей эффективности обслуживания, как часть стратегии бюджетной авиакомпании.